# Iberia Airlines
Iberia Líneas Aéreas de Éspaña, S.A hay còn gọi là Iberia là hãng hàng không quốc gia Tây Ban Nha và có trụ sở tại Madrid, Tây Ban Nha. Hãng chuyên phục vụ các chuyến bay qua lại giữa các thành phố với trạm trung chuyển của hãng là Sân bay quốc tế Barajas ở Madrid và Sân bay Barcelona ở Barcelona
Iberia và Iberia Regional (là hãng hàng không con của Iberia chuyên phục vụ các chuyến bay trong khu vực và hoạt động bởi hãng hàng không độc lập Air Nostrum) là thuộc hoàn toàn của Tập đoàn Iberia. Ngoài việc phục vụ các chuyến bay phục vụ hành khách và chuyên chở hàng hóa, Iberia Group còn mở rộng ra và phát triển các bộ phận chuyên ngành cho hãng hàng không của mình, Iberia bao gồm phục vụ thức ăn trên máy bay, bảo trì mặt đất...Hiện nay, Iberia đang phục vụ khoảng hơn 102 điểm bay trên tất cả 39 quốc gia ở các châu lục. Ngoài ra với các hợp đồng liên danh với các công ty hàng không khác, hãng đã có thể phục vụ thêm 90 điểm bay.
Vào tháng 4 năm 2010, hãng đưa tin rằng mình sẽ có hợp đồng hợp nhất với hãng hàng không quốc gia Anh là British Airways và đồng thời cũng tạo ra công ty hàng không lớn thứ thế giới. Ngày 29 tháng 11 năm 2010, các cổ đông của hai công ty đã chấp thuận qua thỏa thuận hợp nhất của hai hãng. Công ty mới điều hành của hai hãng được thành lập tháng 1 năm 2011 với tên gọi mới là International Airlines Group và cả hai hãng vẫn hoạt động dưới sự điều hành của công ty mới này.

## Thỏa thuận liên danh
- American Airlines
- Avianca
- British Airways
- Bulgaria Air
- Copa Airlines
- Czech Airlines
- El Al
- Evelop Airlines
- Finnair
- Interjet
- Japan Airlines
- LATAM Brasil
- LATAM Chile
- LATAM Ecuador
- Royal Air Maroc
- Royal Jordanian
- S7 Airlines
- Ukraine International Airlines
- Vueling

## Đội bay

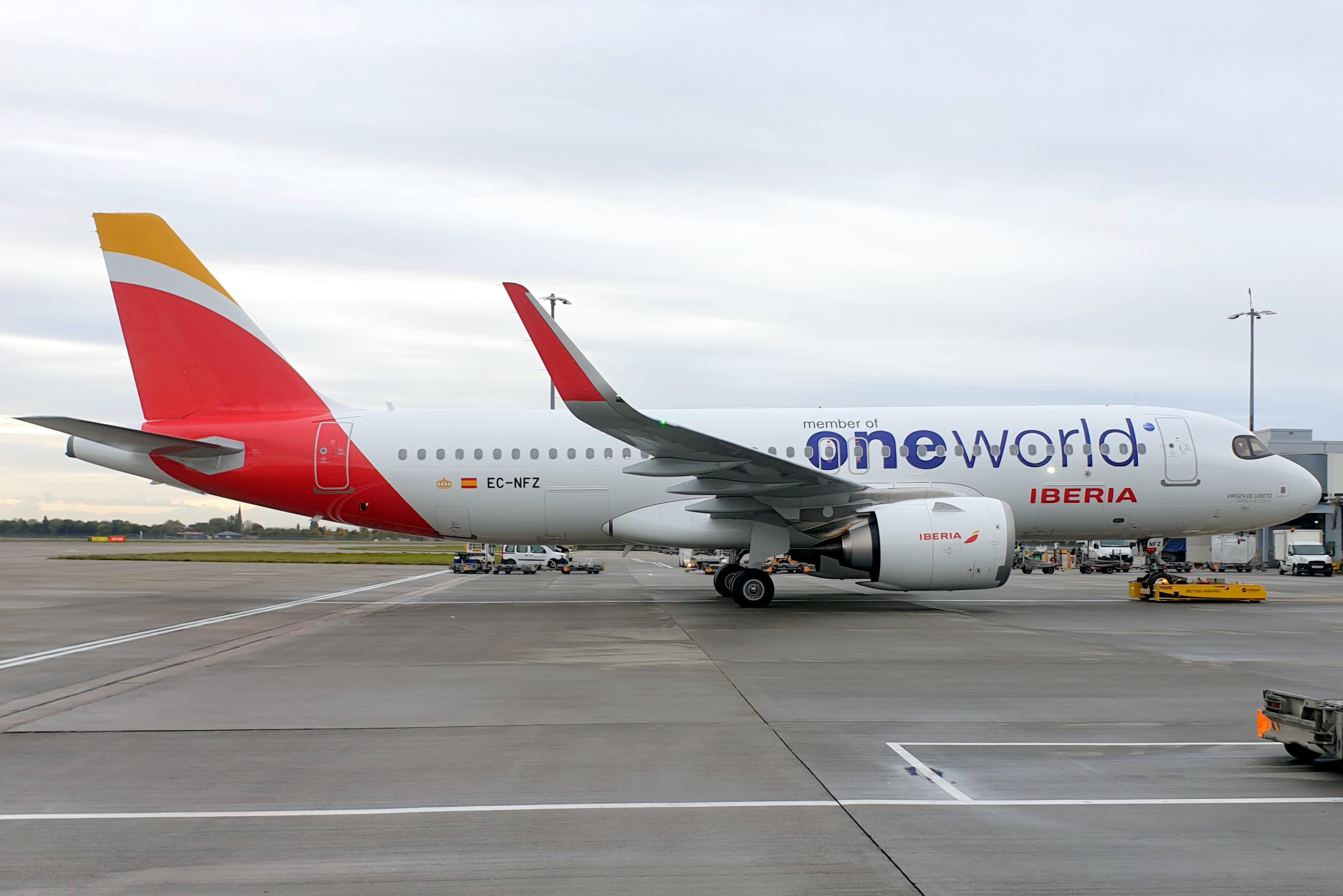
Airbus A320neo

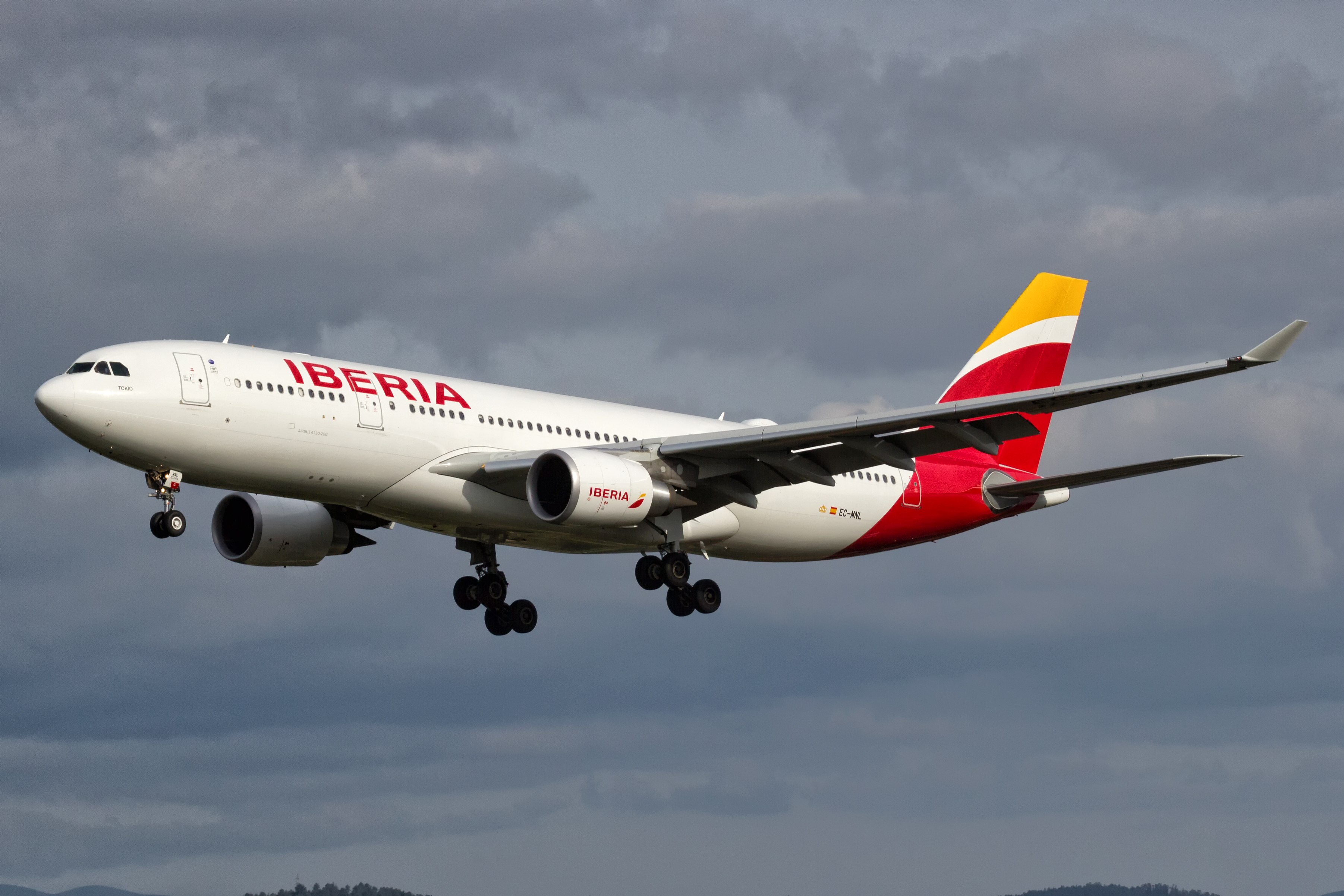
Airbus A330-200

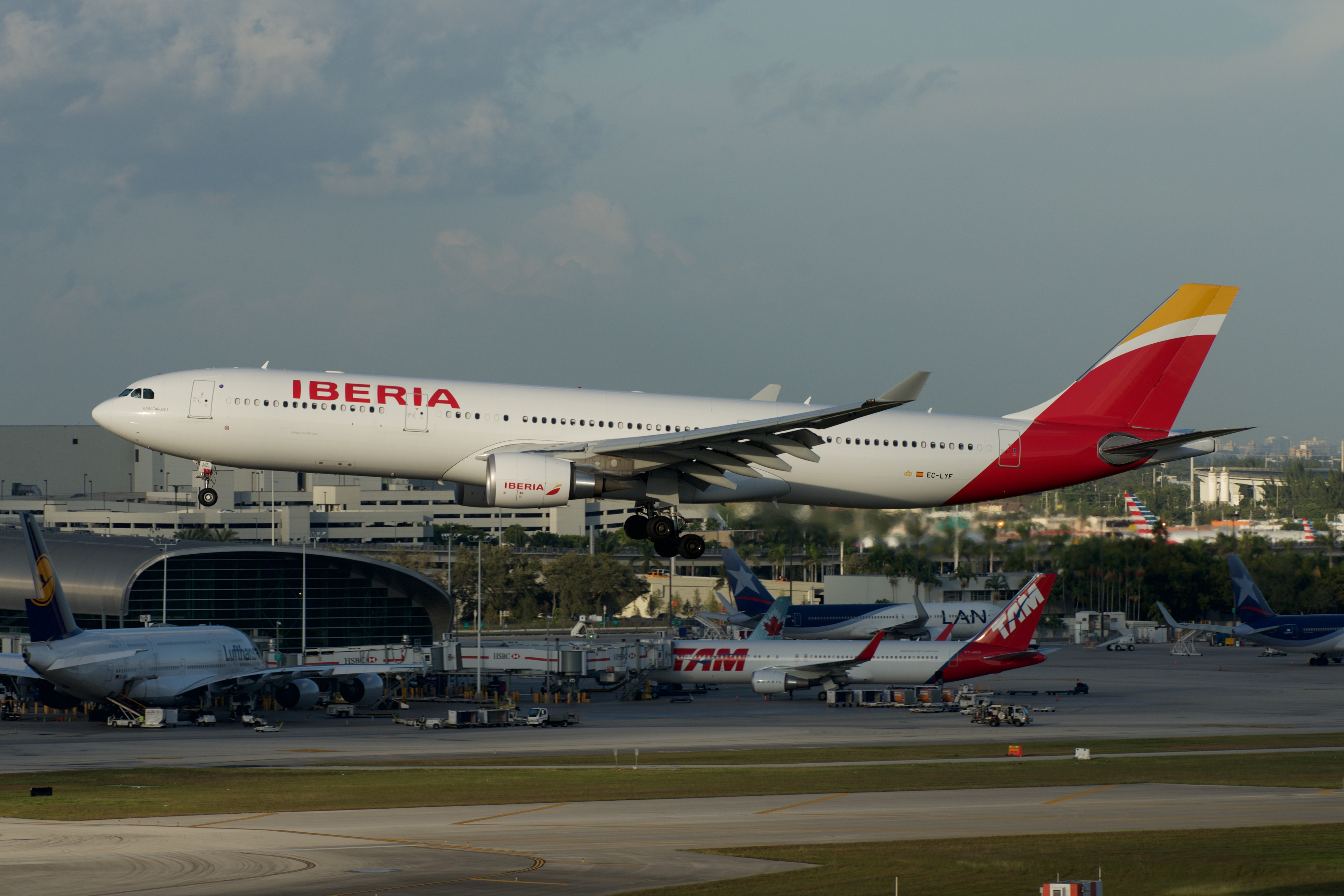
Airbus A330-300

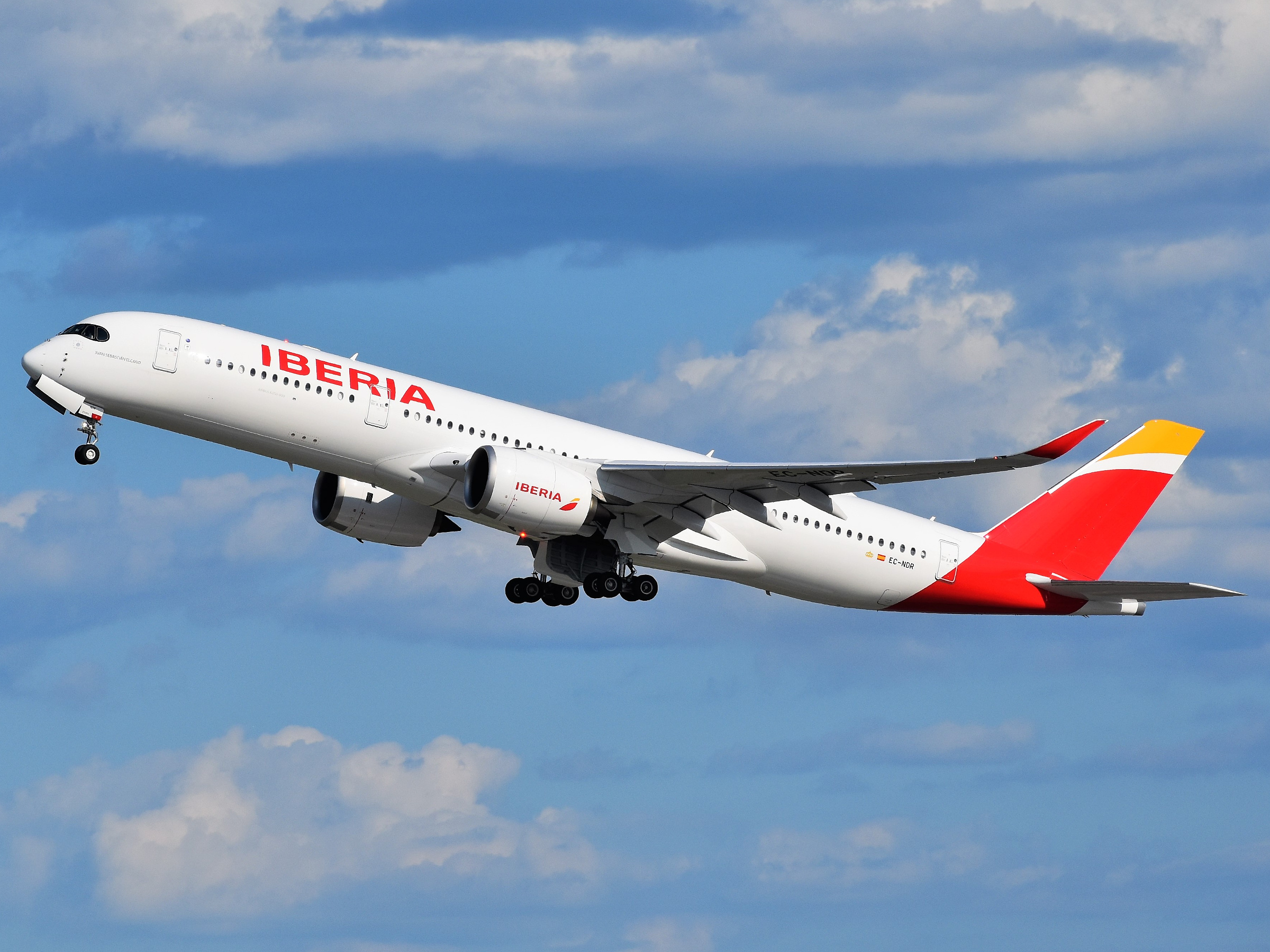
Airbus A350-900

Tính đến tháng 7/2021:
| Máy bay         | Đang vận hành | Đặt hàng | Hành khách | Hành khách | Hành khách | Hành khách | Ghi chú               |
| Máy bay         | Đang vận hành | Đặt hàng | B          | E+         | E          | Tổng       | Ghi chú               |
| --------------- | ------------- | -------- | ---------- | ---------- | ---------- | ---------- | --------------------- |
| Airbus A319-100 | 11            | —        | 14         | —          | 102        | 116        |                       |
| Airbus A319-100 | 11            | —        | 34         | —          | 84         | 118        |                       |
| Airbus A320-200 | 14            | —        | 18         | —          | 144        | 162        |                       |
| Airbus A320neo  | 6             | 12       | TBA        | TBA        | TBA        | TBA        |                       |
| Airbus A321-200 | 11            | —        | 50         | —          | 124        | 174        |                       |
| Airbus A321neo  | —             | 4        | TBA        | TBA        | TBA        | TBA        |                       |
| Airbus A321XLR  | —             | 8        | TBA        | TBA        | TBA        | TBA        | Giao hàng từ năm 2023 |
| Airbus A330-200 | 12            | —        | 19         | —          | 269        | 288        |                       |
| Airbus A330-300 | 8             | —        | 29         | 21         | 242        | 292        |                       |
| Airbus A350-900 | 9             | 11       | 31         | 24         | 293        | 348        |                       |
| Tổng cộng       | 71            | 35       |            |            |            |            |                       |